# Super Bomberman
Super Bomberman es el primer videojuego en la serie de Bomberman en aparecer en la consola Super Nintendo. También es el primer juego con opción de jugar 4 jugadores simultáneamente.

## Jugabilidad
El juego de base que participa en Super Bomberman es relativamente simple. El juego tiene lugar en una pantalla sin movimiento de este. La pantalla muestra la única opción de moverse de arriba abajo de una cuadrícula 7x6. La red limita el movimiento de los personajes por lo que sólo puede moverse horizontalmente o verticalmente por la pantalla. Al pulsar el botón A hará que bomberman tire una bomba que cae sobre sus pies. Esta bomba tiene un tiempo límite lo cual permite huir, dispara llamas horizontal y vertical. El juego gira en torno a la idea de utilizar estas explosiones de bombas para destruir los muros y enemigos.
Si una bomba explota y la llama alcanza a la otra bomba esta hará que la segunda bomba explote antes de tiempo. Esto puede provocar grandes reacciones en cadena.
La mayoría de los niveles tienen al comenzar paredes suaves de destruir con una bomba. Sin una bomba golpea estas paredes esta hará que se desintegre haciendo posible pasar a otro lado.
Una vez que una bomba se coloca por lo general es imposible caminar sobre ella hasta que haya explotado. Esto conduce a la táctica de la capturar enemigos con bombas y obligarlos a morir. En algunos bloques te saldrán items los cuales pueden ser útiles, pero uno es perjudicial.
El Modo Multiplayer se centra en Batalla entre 4 jugadores, los cuales pueden ser personas o CP (Requiere Super Multitap), entre escenario interactivos. el ganador será quien logre más copas antes que los demás.
- Datos: Q2702756